# رافائل ایگلسیاس
رافائل ایگلسیاس (انگلیسی: Rafael Iglesias؛ ۲۵ مه ۱۹۲۴ – ۱ ژانویه ۱۹۹۹) بوکسور اهل آرژانتین بود.
وی در مسابقات کشوری و بین‌المللی در مجموع برندهٔ ۱ مدال طلا شده‌است.